# Meza von Lichtenberg
Meza von Lichtenberg OCist (* vermutlich im 12. oder 13. Jahrhundert; † 1263) war eine deutsche Zisterzienserin und von 1258 bis 1263 Äbtissin des Zisterzienser-Klosters Lichtenthal.

## Leben
Meza von Lichtenberg war möglicherweise eine Schwester von Ludwig von Lichtenberg, der mit Elisabeth, einer Tochter der Lichtenthaler Klostergründerin Irmengard verheiratet war. Nach dem Tod von Äbtissin Mechtild von Wildenstein wurde Meza von Lichtenberg 1258 zur 5. Äbtissin des Klosters Lichtenthal gewählt. 1259 legte Ritter Ludwig von Liebenzell einen Streit mit Markgräfin Irmengard, animiert durch die Predigt des Franziskanermönchs Berthold von Regensburg bei, und trat zwei Teile des Zehnten zu Iffezheim an das Kloster Lichtenthal ab. Auch das seinem Neffen und ihm gehörige Patronatsrecht des Kirchensatzes zu Iffezheim trat er an Lichtenthal ab. Nachdem Stifterin Irmengard, die bereits seit 1248 im Kloster lebte, am 24. Februar 1260 verstorben war, wurde sie im Beisein ihres Sohnes Rudolf I. am 28. Februar des Jahres im Kloster Lichtenthal in der Fürstenkapelle neben ihrem Ehemann Hermann V. (Baden) beigesetzt. Dem Konvent übergab Rudolf I. zu dieser Gelegenheit seinen Hof zu Sinzheim und stiftete drei ewige Lichter auf den Gräbern seiner Eltern und seines Bruders Hermann VI. (Baden). Während der Regierungszeit von Äbtissin Meza von Lichtenbergs wurden mehrere päpstliche Schutzbriefe ausgestellt. Nach ihrem Tod 1263 wurde Adelheid von Baden zur neuen Äbtissin des Klosters Lichtenthal gewählt.